# Carausius hilaris
Carausius hilaris är en insektsart som beskrevs av Brunner von Wattenwyl 1907. Carausius hilaris ingår i släktet Carausius och familjen Phasmatidae. Inga underarter finns listade.